# Марко Мотта
Марко Мотта (італ. Marco Motta, нар. 14 травня 1986, Мерате) — італійський футболіст, правий захисник іспанського клубу «Альмерія».
Виступав, зокрема, за «Ювентус», а також національну збірну Італії.
Володар Суперкубка Італії з футболу.

## Клубна кар'єра
Народився 14 травня 1986 року в місті Мерате. Вихованець футбольної школи клубу «Аталанта». Дорослу футбольну кар'єру розпочав 2004 року в основній команді того ж клубу, в якій провів один сезон, взявши участь у 19 матчах чемпіонату.
2005 року перейшов до «Удінезе», в якому грав до початку 2009 року з перервою на сезон 2007/08, проведений в оренді в «Торіно».
На початку 2009 року конкуренція за місце правого оборонця в «Удінезе» посилилася — одужав колумбієць Крістіан Сапата, а перед початком сезону команду поповнив серб Душан Баста, який також міг зіграти на цій позиції. Тож у лютому 2009 Мотта погодився на перехід до «Роми» на умовах довготермінової оренди, а влітку того ж року римський клуб скористався опцією викупу половини прав на гравця. У «Ромі» на місце у стартовому складі на позиції правого захисника також претендувало відразу декілька висококласних гравців — бразилець Сісіньйо, а також гравці італійської збірної Крістіан Пануччі та Марко Кассетті. Проте Мотта користувався довірою тренера «вовків» Лучано Спаллетті, і, хоча безумновним гравцем стартового складу не став, регулярно отримував ігровий час у чемпіонаті та єврокубках.
Влітку 2010 року Моттою зацікавився туринський «Ювентус», який саме залишили Мартін Касерес і Жонатан Зебіна, і який шукав нового правого оборонця. Мотта приєднався до «старої сіньйори» за вже звичною схемою оренди з наступним викупом. Залишався гравцем туринського клубу до початку 2015 року, проте здебільшого використовувався як резервний гравець. Також за період перебування в «Ювентусі» тричі віддавався в оренду — пограв за «Катанію», «Болонью» та «Дженоа».
На початку 2015 гравець остаточно залишив «Ювентус» і протягом наступних двох років виступав в англійському чемпіонаті Футбольної ліги, спочатку за «Вотфорд», а згодом за «Чарльтон Атлетик».
31 січня 2017 року, уклав дворічну угоду з представником іспанської Сегунди «Альмерією».

## Виступи за збірні
2001 року дебютував у складі юнацької збірної Італії, взяв участь у 28 іграх на юнацькому рівні, відзначившись 6 забитими голами.
Протягом 2004—2009 років залучався до складу молодіжної збірної Італії. На молодіжному рівні зіграв у 37 офіційних матчах, забив 1 гол. Потрапивши до лав «молодіжки» у 18 років, встиг стати у її складі учасником двох молодіжних чемпіонатів Європи — у 2007 і 2009 роках.
2008 року також захищав кольори олімпійської збірної Італії. У складі цієї команди провів 6 матчів. У складі збірної — учасник футбольного турніру на Олімпійських іграх 2008 року у Пекіні, де італійці у чвертьфіналі поступилися бельгійським олімпійцям.
2010 року провів свій єдиний офіційний матч у складі національної збірної Італії — товариську гру проти збірної Кот-д'Івуару.
| Дата       | Місто  | Господарі | Результат | Гості       | Турнір           | Голи | Примітки |
| ---------- | ------ | --------- | --------- | ----------- | ---------------- | ---- | -------- |
| 10-08-2010 | Лондон | Італія    | 0 – 1     | Кот-д'Івуар | товариський матч | -    |          |
| Усього     |        | Матчів    | 1         |             | Голів            | 0    |          |

## Титули і досягнення

### Командні
- Володар Суперкубка Італії з футболу (1):

«Ювентус»: 2013

### Особисті
- Включений до символічної збірної молодіжного Євро: 2009